# Rondo (Arkansas)
Rondo – miasto w Stanach Zjednoczonych, w stanie Arkansas, w hrabstwie Lee.